# Landesregierung Ratzenböck IV
Die Landesregierung Ratzenböck IV unter Landeshauptmann Josef Ratzenböck (ÖVP) bildete die Oberösterreichische Landesregierung in der XXIV. Gesetzgebungsperiode des Oberösterreichischen Landtags vom Beginn der Gesetzgebungsperiode am 30. Oktober 1991 bis zum Rücktritt Ratzenböcks am 2. März 1995. Der Landesregierung Ratzenböck IV folgte die Landesregierung Pühringer I nach.
Die starken Zugewinne der Freiheitlichen Partei Österreichs (FPÖ) bei der Landtagswahl 1991 brachten der FPÖ erstmals seit 1949 (damals als Wahlpartei der Unabhängigen) den Einzug in die Landesregierung. Die Österreichische Volkspartei (ÖVP) war wieder als stimmenstärkste Partei aus der Wahl hervorgegangen, konnte jedoch trotz ihrer Verluste ihre fünf Regierungssitze halten. Drei Regierungssitze entfielen auf die Sozialdemokratische Partei Österreichs (SPÖ), die gegenüber der letzten Amtsperiode einen Sitz an die FPÖ abgeben musste. Leo Habringer (SPÖ) gehörte daher nicht mehr der Regierung an und musste seinen Sitz für Hans Achatz räumen. Bei der ÖVP kam es gegenüber der Vorgängerregierung Ratzenböck IV zu keinen Änderungen. Während der Amtszeit der Landesregierung Ratzenböck IV kam es durch das Ausscheiden von Landeshauptmann-Stellvertreter Karl Grünner (SPÖ) am 21. Oktober 1993 zu lediglich einer Regierungsumbildung. Fritz Hochmair übernahm an diesem Tag das Amt des Landeshauptmann-Stellvertreters, Josef Ackerl wurde zum neuen Landesrat gewählt.

## Regierungsmitglieder
| Amt                                                     | Name                | Partei | Zuständigkeitsbereiche |
| ------------------------------------------------------- | ------------------- | ------ | ---------------------- |
| Landeshauptmann                                         | Josef Ratzenböck    | ÖVP    |                        |
| Landeshauptmann-Stellvertreter                          | Fritz Hochmair      | SPÖ    |                        |
| Landeshauptmann-Stellvertreter                          | Karl-Albert Eckmayr | ÖVP    |                        |
| Landesrat                                               | Leopold Hofinger    | ÖVP    |                        |
| Landesrat                                               | Christoph Leitl     | ÖVP    |                        |
| Landesrat                                               | Josef Pühringer     | ÖVP    |                        |
| Landesrat                                               | Josef Ackerl        | SPÖ    |                        |
| Landesrat                                               | Gerhard Klausberger | SPÖ    |                        |
| Landesrat                                               | Hans Achatz         | FPÖ    |                        |
| Vorzeitig ausgeschiedene Mitglieder der Landesregierung |                     |        |                        |
| Landeshauptmann-Stellvertreter                          | Karl Grünner        | SPÖ    |                        |